# Tabou du chrysanthème

Le chrysanthème figurant sur le sceau impérial du Japon a donné son nom au climat de censure qui interdisait la critique de l'empereur.

Le tabou du chrysanthème (菊タブー, kiku tabū) est le nom donné à l'interdit social qui condamne toute critique de l'empereur du Japon. Se référant à l'emblème de la famille impériale (« le sceau du chrysanthème »), le terme est particulièrement usité afin de désigner la censure que faisait régner l'empereur Hirohito.
Le terme émerge en 1960. Alors que le pays signe un traité de sécurité avec les États-Unis, une polémique secoua l'opinion publique. Un commando d’extrême droite attaqua la femme du directeur de publication de la revue mensuelle Chūōkōron. Le magazine avait publié une nouvelle satirique critiquant l'État qu'Hirohito avait jugée irrévérencieuse. La même année, le chef du Parti socialiste japonais, Inejirō Asanuma, est assassiné lors d'un débat public télévisé par un membre de l'extrême droite pro-empereur qui voyait d'un mauvais œil la reconnaissance d'Asanuma envers la République populaire de Chine menée par Mao Zedong.
Ces évènements contribuèrent à instaurer un véritable climat de panique qui façonna en profondeur la presse. Les journaux refusèrent alors de publier des photographies de l'empereur du Japon par peur de représailles.